# Toyosato, Shiga
Toyosato (japanska: 豊郷町?, Toyosato-chō) är en landskommun i Shiga prefektur i Japan.